# Pomnik Jana Kochanowskiego w Krakowie
Pomnik Jana Kochanowskiego w Krakowie – pomnik odsłonięty w 1974 roku na os. Złotego Wieku w Krakowie. 

## Historia
Inicjatorem powstania pomnika był Zbigniew Sularczyk przewodniczący Komitetu Obwodowego nr 3. Projekt przygotował architekt z Urzędu Dzielnicowego w Nowej Hucie mgr inż. Bogusław Danielak. Autorem reliefowego portretu z brązu jest Antoni Hajdecki. Betonowy postument został wykonany w Zakładach Żelbetonowych w Łęgu. odlew w brązie wykonała Huta im. Lenina. Pomnik został ustawiony pomiędzy blokami nazywanymi puchatkami na osiedlu Złotego Wieku w Krakowie–Nowej Hucie. 
Pomnik 18 października 1974 roku odsłonił Tadeusz Nowak. W uroczystości wziął udział poczet sztandarowy ze szczepu im. Jana Kochanowskiego. 